# 我們結婚，好嗎？
《Merry Queer》，是由韓國wavve於2022年製作的綜藝節目，由申東燁、洪錫天、Hani主持，講述三對多樣性情侶之間，在戀愛和結婚所遇到的挑戰，訴說種種挫折、考驗、經歷，是韓國首個呈現多元性別族群生活的戀愛實境節目。
節目在7月15日起，於台灣平台GagaOOLala播出。

## 主持
- 申東燁
- 洪錫天
- Hani（EXID）

## 節目內容
- 韓國第一個講述多樣性情侶的戀愛實境節目，製作組找來三對LGBT情侶，包括男男同性情侶、女女同性情侶，還有跨性別男性與女友等。[2][3]

- 訴說他們經歷種種挫折，體會珍惜這段感情的真諦，維繫這段感情的遭遇，對彼此的堅定愛情。[4][5]

- 預告中節目組寫下：「我們沒有不同，而是相同，而這是一群『相同』的人們在『不同』情況下所交織出的故事。」[6][6][7]

## 出演者
| 姓名   | 韓文   | 出生年份/韓國年齡 | 資訊                        | 備註                                        |
| ------ | ------ | ----------------- | --------------------------- | ------------------------------------------- |
| 智海   | 지해   | 23歲              | YouTuber、寵物美容師        | *知海敏宙的YouTube （页面存档备份，存于）   |
| 敏珠   | 민주   | 23歲              | YouTuber、上班族            |                                             |
| 佳藍   | 가람   | 26歲              | YouTuber、學生              | *聖恩佳藍的的YouTube （页面存档备份，存于） |
| 聖恩   | 승은   | 25歲              | YouTuber、Pilates教練準備中 |                                             |
| 朴寶誠 | 박보성 | 4月22日(24歲)     | YouTuber                    | *寶誠敏俊的YouTube （页面存档备份，存于）   |
| 金敏俊 | 김민준 | 11月13日(27歲)    | YouTuber                    |                                             |

## 外部連結
- 官方網站
- Naver TV （页面存档备份，存于）
- YouTube （页面存档备份，存于）
- GagaOOLala官方播放連結 （页面存档备份，存于）